# Dazzle Dreams
 «Dazzle Dreams»  — український електронний гурт.

## Історія
Група «Dazzle Dreams» з'явилась у 2006 році в Києві. Її творцями стали Дмитро Ципердюк та Сергій Гера. Дмитро Ципердюк (a.k.a. Dimitri) в 90-х роках грав у івано-франківській групі «Морра» і продюсував команду «Ла-Манш», знану саундтреком до фільму «Брат-2». Творчість цієї групи настільки вразила музиканта Шуру Геру, що він захотів зустрітися і запізнатися з талановитими музикантами.
Протягом останніх років Дмитро працював саунд-продюсером зірок українського шоу-бізнесу: Олени Вінницької, Наталії Могилевської, Асії Ахат та інших. Шура Гера — екс-учасник групи «Скрябін», а сьогодні музикант «Другої Ріки» робив свій внесок у музику Каті Chilly.
Головні партії інструментів і семпли награв Dimitri. Електронізацією всього матеріалу спільно займалися Dimitri та Шура. Ці наробки відображені у дебютному альбомі з однойменною назвою «Dazzle Dreams», який вийшов на початку літа 2007 року. Музика альбому — це новий, свіжий погляд на сучасний електронний «поп», з використанням dance-саунду і класичного симфонічного оркестру, який складається з 50-ти музикантів.
Перші два кліпи «S.O.S.» та «Ікона» зняв режисер Віктор Скуратівський, який вважає, що ці ролики повинні стати найпровокаційнішими і найсуперечиливішими відеороботами року. «Ікона» — історія втраченого сенсу в релігії, про її, можливо, неземне походження. Хлопці з «Dazzle Dreams» зіграли ролі іншопланетян, які прибули на Землю повернути людям давно втрачені духовні цінності. В останній відеороботі «Dazzle Dreams» «Shock Your Mind» Dimitri та Шура вирішили не відступати від свого амплуа і знову «шокувати розум» прихильників. Режисер кліпу — Євген Тімохін. Цей молодий режисер відомий і за межами України. Його відеоробота на «Le Forze del Destino» оперної співачки Олени Гребенюк посіла перше місце на міжнародному фестивалі відеокліпів «Euro Video Grand-Prix 2006». «Dazzle Dreams» співпрацювали з Пітером Ґебріелом і етно-електронною формацією «Afro Celt Sound System». Виконавці зі світовим ім'ям були задіяні у шоу «Dazzle Dreams. Groove Inspira», організованим групою. Спеціально для участі в акції у Київ приїхав Irji Wehle з Чехії, спеціальний гість — Cosmic Orient (законодавець моди на електроніку з азійськими етнічними мотивами) і дядько Штефан з Карпатських гір.
Яскравий виступ «Dazzle Dreams» відбувся 18 жовтня 2007 р. у Палаці Спорту, де в рамках грандіозного концерту команда, єдина з усіх українських учасників шоу, зіграла на одній сцені з «The Chemical Brothers».
20 жовтня того ж року відбулася зйомка нового кліпу групи на пісню «Shake», яку хлопці заспівали дуетом з Наталією Морозовою. У групі «Dazzle Dreams» відбулися й інші зміни. Окрім уже відомих учасників колективу Шури Гери і Dimitri-я, до складу команди увійшов Грег Ігнатович. Він і раніше працював з групою, але як музичний аранжувальник студії Дмитра Ципердюка «COCOON».
У 2008 році група виїжджає в подорож до Непалу, збираючи місцевий фольклор. Етно-музика країни лягла в основу альбому «D.Dreams Sound System-Nepal», який вийшов у 2008 році.
У травні 2009 року вийшов новий альбом «(Go! Go! Go!) Disco killers». На композиції «SHAKE», «She Da Na», «Мила», «Hey You», «Мила (remix)», «Disco Killers» та «Emotional Lady» знято кліпи. «Dazzle Dreams» проходив відбір, щоб представляти Україну на Пісенному конкурсі «Євробачення-2010» з піснею «Emotional Lady», однак переможцем не став.
Група продовжує концертувати і записувати матеріал для нового альбому. В підтримку влітку 2011 року виходить відео на пісню «Indigo», а на початку 2012 року відеокліпи на композиції «Message» та «Diva Maria». Новий альбом «Diva» побачив світ у квітні 2012 року.
2013-й рік відзначився спадом у творчій діяльності гурту. Дмитро Ципердюк сконцентрувався на просуванні свого нового проекту «LUIKU» (ЛУЙКУ).

## Учасники групи
- Дмитро Ципердюк (Dimitri) — вокал, аранжування
- Сергій Гера (Шура) — клавішні, аранжування
- Грег Ігнатович — аранжування

## Дискографія

### Альбоми
- 2007 — Dazzle Dreams
- 2008 — D.Dreams Sound System-Nepal
- 2009 — (Go! Go! Go!) Disco killers (альбом)
- 2012 — Diva

### Інші проєкти
- 2008 — Groove Inspira — DVD

## Відеокліпи
- S.O.S
- Shock your mind (реж. Євген Тімохін)
- Shock your mind (remix) (реж. Євген Тімохін)
- Ікона
- Ікона (remix)
- SHAKE (реж. Євген Тімохін)
- She Da Na
- Мила
- Hey You
- Мила (remix)
- Disco Killers
- Emotional Lady
- Indigo
- Message
- Diva Maria